# Минеева, Ольга Павловна
О́льга Па́вловна Мине́ева (в девичестве — Сырова́тская, род. 1 октября 1952, Дегтярск, Свердловская область) — советская легкоатлетка, олимпийская чемпионка в эстафете 4×400 метров. Заслуженный мастер спорта СССР (1982).

## Биография

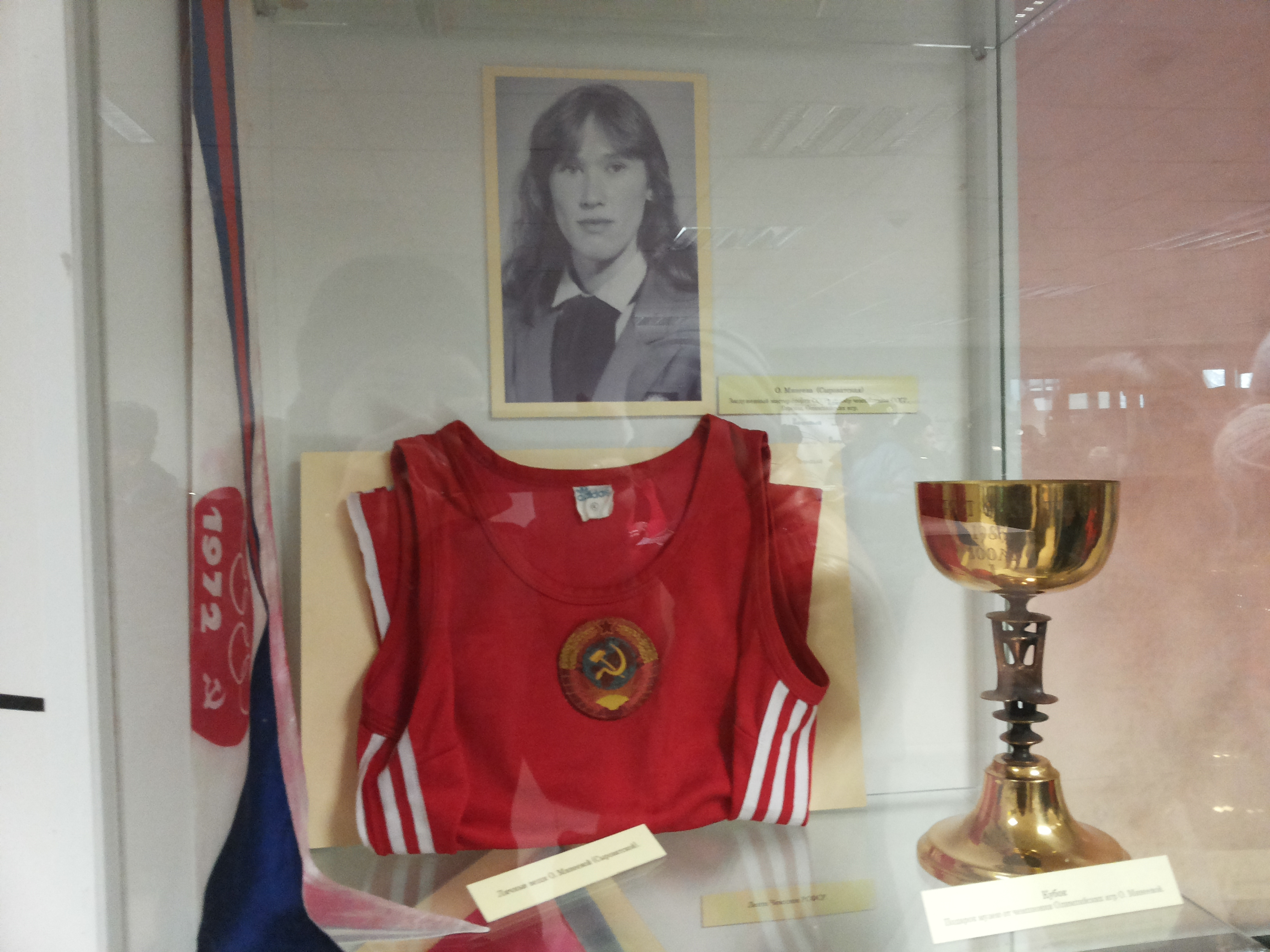
Музей славы Центрального стадиона (Екатеринбург)

На Олимпийских играх в Мюнхене участвовала в забегах на 400 метров и в эстафете. На 400 метрах не смогла выйти в полуфинал, а в эстафете 4×400 метров вместе с Любовью Рунцо, Натальей Чистяковой и Надеждой Колесниковой стала последней в финале.
На московской Олимпиаде принимала участие в забеге на 800 метров и в эстафетном беге 4×400. На 800-метровой дистанции завоевала серебряную медаль, уступив лишь Надежде Олизаренко, которая установила мировой рекорд. Третьей также стала советская спортсменка Татьяна Провидохина. В эстафете, также как и Людмила Чернова, участвовала в предварительном забеге, но финал пропустила из-за травмы. Её заменили на Ирину Назарову, а Людмилу Чернову на Нину Зюськову. Команда СССР выиграла золотые медали.
В 1982 году выиграла золотую медаль чемпионата Европы на дистанции 800 метров.
На протяжении спортивной карьеры тренировалась под руководством заслуженных тренеров Игоря Шувалова, Бориса Новожилова, Валерия Куличенко.
Замужем за Фанисом Минеевым, сын Александр (род. 1989).